# Euselasia opalina
Euselasia opalina är en fjärilsart som beskrevs av John Obadiah Westwood 1854. Euselasia opalina ingår i släktet Euselasia och familjen Riodinidae. Inga underarter finns listade i Catalogue of Life.

## Bildgalleri

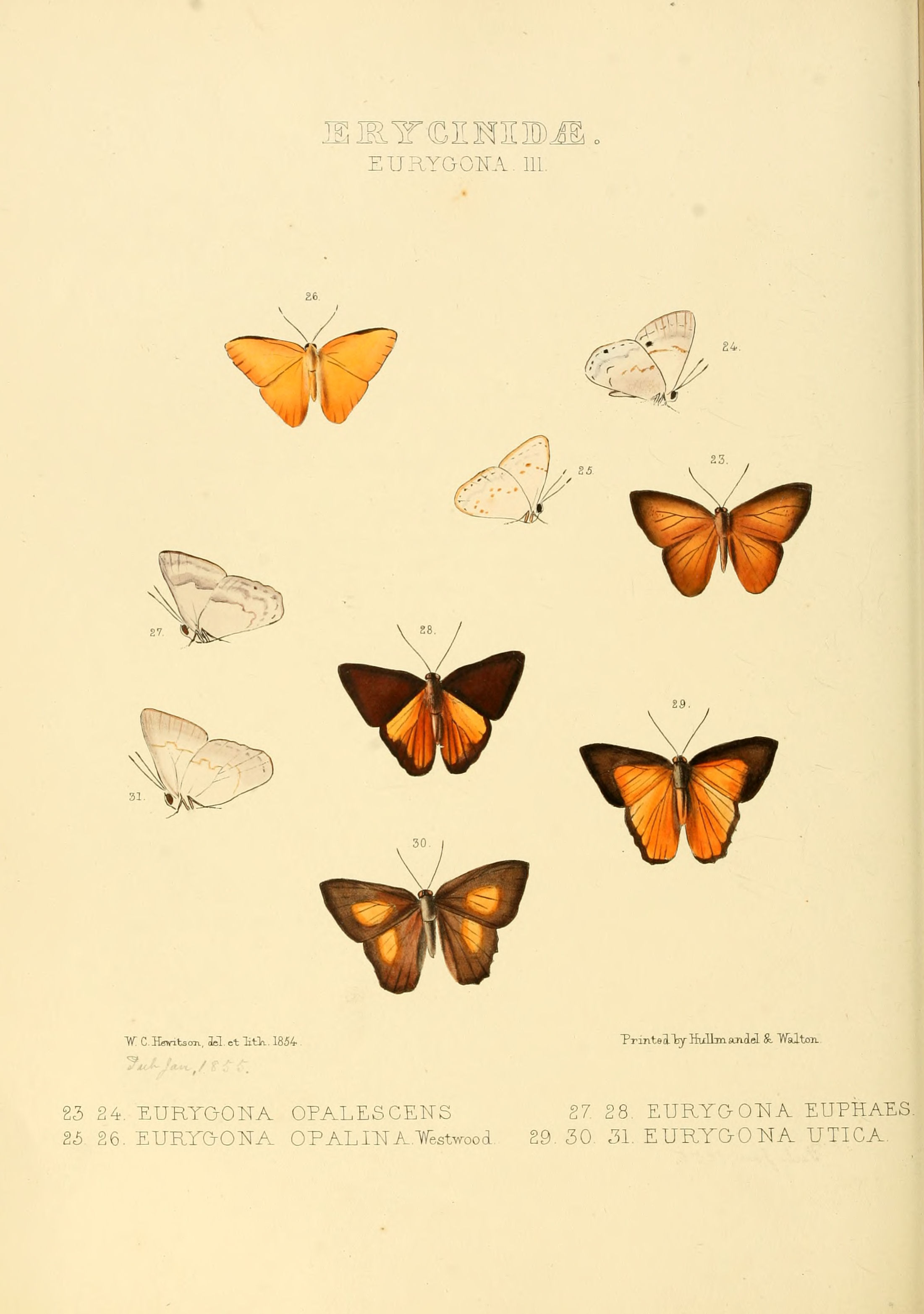